# Potôčky
Potôčky (in ungherese Érfalu) è un comune della Slovacchia facente parte del distretto di Stropkov, nella regione di Prešov.